# San Torcuato
San Torcuato tỉnh và cộng đồng tự trị La Rioja, phía bắc Tây Ban Nha. Đô thị này có diện tích là 10,82 ki-lô-mét vuông, dân số năm 2009 là 72 người với mật độ 6,65 người/km². Đô thị này có cự ly 42 km so với Logroño.